# Julia Samuelsson
Julia Samuelsson, född 22 mars 1999, är en svensk friidrottare som främst tävlar i hinderlöpning.

## Karriär
Samuelsson har tre individuella SM-silver från 2019, 2023 och 2024 samt ett SM-brons från 2020. Den 26 maj 2024 sprang hon i Bryssel 3 000 meter hinder på tiden 9.44,36 vilket förstärkte hennes position som nionde snabbaste i Sverige genom tiderna. I juni 2024 deltog Julia i friidrotts EM i Rom.